# Jan Chvojka

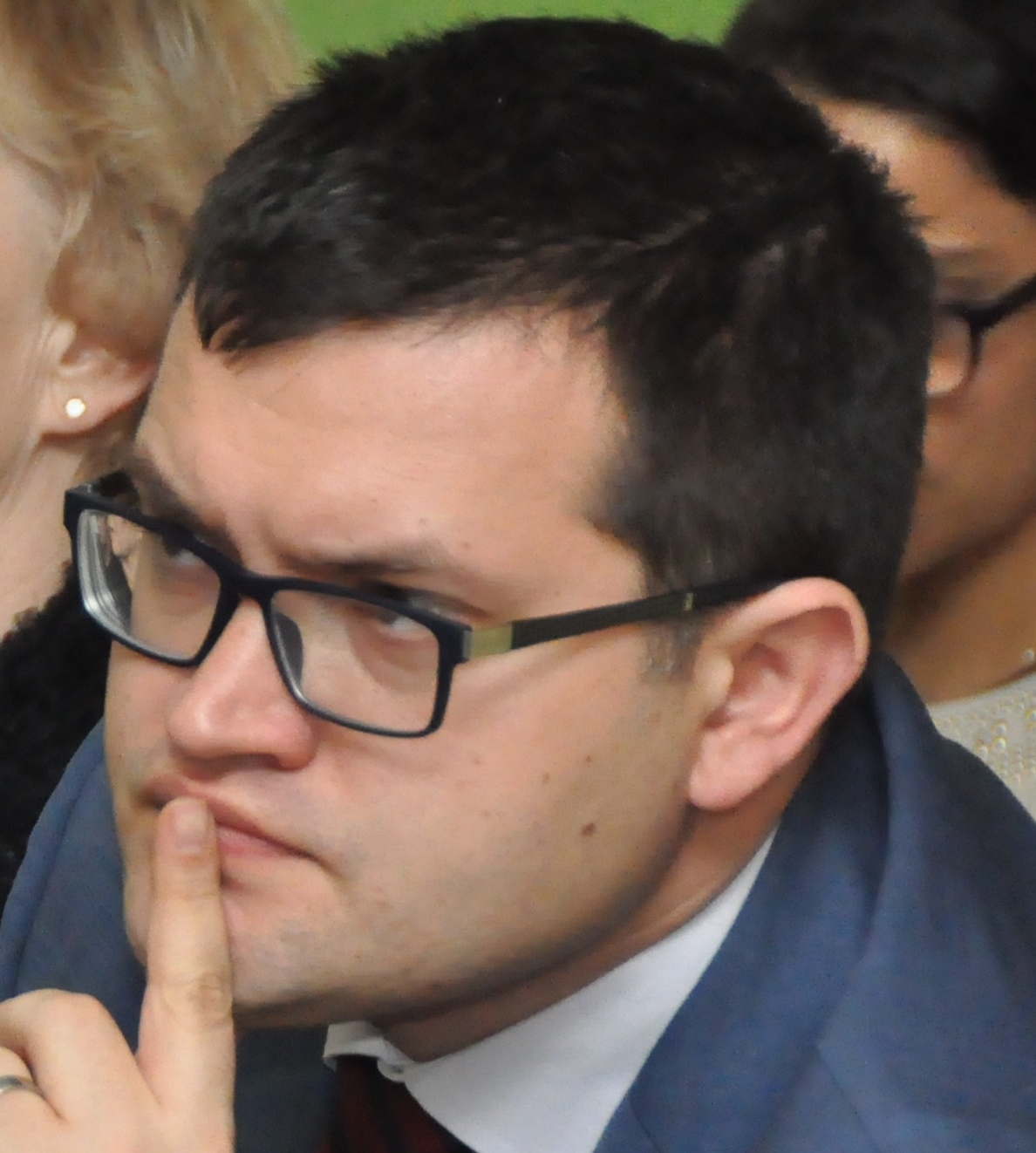
Jan Chvojka (2017)

Jan Chvojka (* 17. Dezember 1980 in Hlinsko) ist ein tschechischer Anwalt und Politiker. Von Dezember 2016 bis Dezember 2017 war er Minister für Menschenrechte und Gleichberechtigung in der Regierung Bohuslav Sobotka.
Chvojka studierte Rechtswissenschaft an den juristischen Fakultäten der Masaryk-Universität in Brünn und der Karls-Universität in Prag, wo er 2009 promovierte. Er arbeitet als Anwalt im Bereich der Regionalentwicklung für den Pardubický kraj.
Seit 2007 ist Chvojka Mitglied der Sozialdemokratischen Partei (ČSSD), seit 2010 Parlamentarier im Abgeordnetenhaus. Nach der Abberufung von Jiří Dienstbier wurde Chvojka dessen Nachfolger und trat am 1. Dezember 2016 das Amt des Ministers für Menschenrechte und Gleichberechtigung (ohne Portefeuille) sowie Vorsitzenden des Legislativrats der Regierung an.